# Eudoxus (Mondkrater)
Eudoxus ist ein Einschlagkrater auf der nordöstlichen Mondvorderseite, östlich der Montes Caucasus und westlich des Lacus Mortis.
Der Wall ist stark terrassiert, im Zentrum befindet sich ein Zentralbergmassiv mit mehreren Gipfeln.
Die Entstehungszeit des Kraters fällt in das kopernikanische Zeitalter.
| Buchstabe | Position           | Durchmesser | Link |
| --------- | ------------------ | ----------- | ---- |
| A         | 45,82° N, 20,07° O | 13 km       |      |
| B         | 45,66° N, 17,34° O | 8 km        |      |
| D         | 43,34° N, 13,2° O  | 9 km        |      |
| E         | 44,39° N, 21,16° O | 6 km        |      |
| G         | 45,41° N, 18,76° O | 7 km        |      |
| J         | 40,78° N, 20,28° O | 4 km        |      |
| U         | 43,88° N, 20,26° O | 3 km        |      |
| V         | 43,05° N, 18,79° O | 4 km        |      |

Der Krater wurde 1935 von der Internationalen Astronomischen Union offiziell nach dem griechischen Mathematiker, Astronomen und Philosophen Eudoxos von Knidos benannt.